# Simon Roberts
Simon Roberts (27 de setembro de 1962) é um engenheiro britânico que atualmente ocupa o cargo de chefe da equipe de Fórmula 1 da Williams.

## Carreira
Roberts estudou engenharia mecânica na Universidade de Manchester, antes de conseguir um emprego na empresa de motores a diesel e gás Perkins Engines em Peterborough. Ele se tornou chefe de engenharia de produção da empresa antes de se mudar para a Rover Car Ltd. onde ele foi diretor da divisão de cadeia cinemática e supervisionou aquisição da empresa pela BMW em 1994, após o qual Roberts dirigiu as operações de caixa de marchas e suspensão da empresa no Reino Unido até 2000, quando ele decidiu se mudar para a Alstom no Reino Unido como diretor de operações que supervisiona o desenvolvimento do projeto de trem pendular da empresa Pendolino. Estes entraram em operação em 2001 e Roberts passou a ser o diretor industrial da empresa antes de decidir se mudar para a McLaren em setembro de 2003 como gerente geral, ficando responsável pela coordenação do processo de fabricação e montagem da equipe de testes e corrida, comunicação de TI e de rede, transporte e logística, qualidade, tecnologia de veículos e recursos humanos. Ele se tornou diretor de operações da equipe em 2004.
Em 2009, ele foi contratado pela equipe da Force India como seu diretor de operações para a temporada de 2009. Mas, em 15 de outubro de 2009, a Force India anunciou que Otmar Szafnauer passaria para o cargo de diretor de operações da equipe enquanto Roberts voltaria ao seu trabalho na McLaren na temporada de 2010. Em 2017, ele foi nomeado diretor de operações da McLaren durante reformulações realizadas na equipe, com ele ficando responsável pelas operações de engenharia e fábrica.
Em 11 de maio de 2020, a Williams anunciou Roberts como o seu novo diretor esportivo, com ele assumindo o novo cargo da equipe de Grove a partir de junho. Porém, após a saída de Claire Williams, a equipe anunciou, em 8 de setembro do mesmo ano, Roberts como seu novo chefe de equipe interino. Com a Williams anunciando, em 17 de dezembro, a oficialização de Roberts como seu chefe de equipe. Em 9 de junho de 2021, a Williams anunciou a saída de Roberts da chefia da equipe, com seu diretor executivo, Jost Capito, assumindo também o cargo de chefe de equipe.